# Juan Dixon

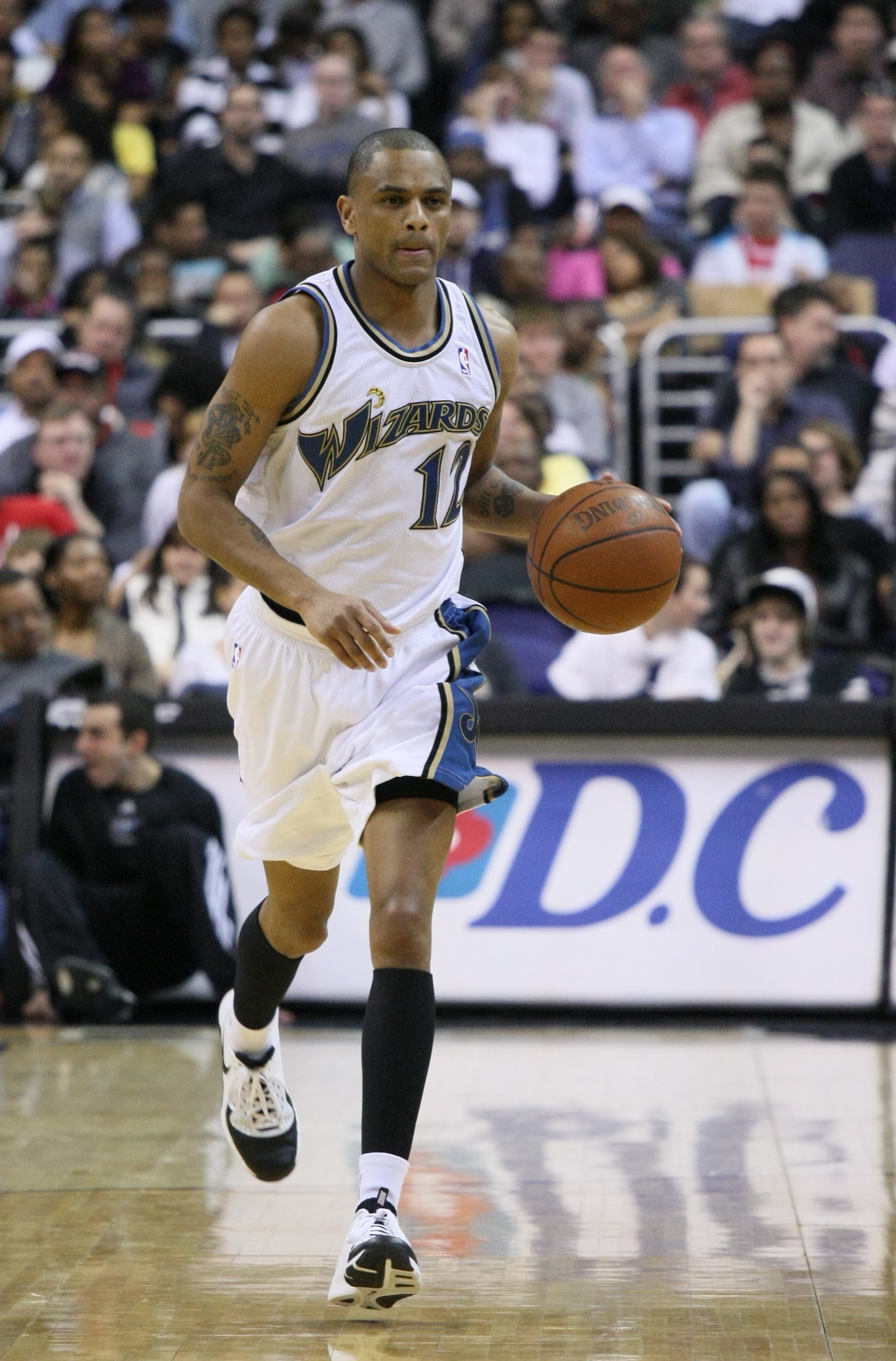
Dixon w barwach Washington Wizards (4 kwietnia 2009).

Juan Dixon (ur. 9 października 1978 w Baltimore) – amerykański koszykarz występujący na pozycji rozgrywającego, od zakończenia kariery zawodniczej trener koszykarski, obecnie trener drużyny akademickiej Coppin State Eagles.
W lutym 2010 został zawieszony przez FIBA z powodu pozytywnego wyniku testu na obecność sterydów.

## Osiągnięcia
Na podstawie, o ile nie zaznaczono inaczej.
NCAA
- Mistrz:
  - NCAA (2002)
  - sezonu regularnego konferencji Atlantic Coast (ACC – 2002)
- Uczestnik rozgrywek:
  - NCAA Final Four (2001, 2002)
  - Sweet 16 turnieju NCAA (1999, 2001, 2002)
  - turnieju NCAA (1999–2002)
- Koszykarz roku:
  - konferencji Atlantic Coast (2002)[6]
  - im. Chipa Hiltona (2002)[7]
  - Senior CLASS Award (2002)[8]
- Sportowiec Roku Konferencji Atlantic Coast NCAA (2002)
- Most Outstanding Player (MOP=MVP) turniejuu NCAA (2002)[9]
- Zaliczony do:
  - I składu:
    - All-American (2002)
    - ACC (2000–2002)
    - turnieju:
      - ACC (2000, 2001)
      - Coaches vs. Classic (2002)

    - defensywnego ACC (2000–2002)
    - NCAA Final Four (2002 przez Associated Press)[10]

  - III składu All-American (2001 według NABC)
- Lider ACC w:
  - punktach (2000 – 630)
  - celnych rzutach z gry (2000 – 234, 2001 – 251)
  - skuteczności rzutów wolnych (2002 – 89,8%)
  - przechwytach (2000–2002)

Reprezentacja
- Brązowy medalista uniwersjady (2001)